# Ludwig Vanino
Ludwig Vanino (* 5. Oktober 1861 in München; † 23. März 1944 ebenda) war ein deutscher Chemiker.
Vanino studierte an der Ludwig-Maximilians-Universität München Chemie. 1888 wurde er Mitglied des Corps Palatia München. Er war Hauptkonservator mit dem Titel Professor am Chemischen Laboratorium der Bayerischen Akademie der Wissenschaften. 